# Cameron van der Burgh
Cameron van der Burgh (* 25. Mai 1988 in Pretoria) ist ein südafrikanischer Schwimmer.

## Werdegang
Van der Burghs Paradedisziplinen sind die 50- und die 100-Meter-Brustdistanzen. Er konnte sich bei den Schwimmweltmeisterschaften 2007 in Melbourne das erste Mal bei internationalen Wettkämpfen in Szene setzen, als er über 50 Meter Brust die Bronzemedaille erschwamm.
Sein großer Durchbruch erfolgte ein Jahr später, als er zunächst bei den Kurzbahnweltmeisterschaften 2008 in Manchester die Silbermedaille über 100 Meter und die Bronzemedaille über die 50-Meter-Bruststrecke gewann.
Bei den Olympischen Sommerspielen 2008 in Peking kam Van der Burgh nicht über das Semifinale hinaus, da er an seinen im Vorlauf aufgestellten südafrikanischen Rekord in 00:59,96 Minuten nicht mehr herankam. Angesichts der sehr starken Konkurrenz belegte er den zehnten Endrang.
Im Herbst 2008 stellte er neue Kurzbahnweltrekorde über 50 und 100 Meter Brust auf. Die knapp sieben Jahre alte Bestmarke des US-Amerikaners Ed Moses über 100 Meter Brust verbesserte Van der Burgh um 59 Hundertstel auf 0:56,88 min.
Den Weltrekord über 50 Meter Brust konnte van der Burgh bereits zwei Mal verbessern. Zum ersten drückte er die knapp zwei Jahre alte Bestzeit des bereits zurückgetretenen Ukrainers Oleh Lissohor beim Weltcup in Moskau um neun Hundertstel auf 0:26,08 Minuten und zum zweiten, nur drei Tage später, beim Weltcup in Stockholm blieb er als erster Mensch auf der Kurzbahn unter 26 Sekunden und setzte den Weltrekord auf 0:25,94 Minuten.
Bei den Schwimmweltmeisterschaften 2009 in Rom gewann er zunächst Bronze über 100 Meter Brust. Einen Tag später stellte er dann im Halbfinale über 50 Meter Brust einen neuen Weltrekord auf. Im Finale schaffte er dann seinen bislang größten Erfolg mit dem Titelgewinn über 50 Meter Brust und dem erneuten Weltrekord. 2010 siegte er bei den Commonwealth Games in Neu-Delhi über 100 m Brust, hinzu kam eine Silbermedaille mit der 4 × 100-m-Lagenstaffel.
Er gewann bei den Panafrikanischen Spielen 2011 über 50 Meter und 100 Meter Brust.
Über 100 Meter Brust erreichte er bei den Olympischen Spielen 2012 in London mit 58,46 Sekunden einen neuen Weltrekord und gewann damit auch gleichzeitig die Goldmedaille.
Bei den Commonwealth Games 2014 in Glasgow siegte van der Burgh über 50 m Brust in 26,76 Sekunden, womit er einen neuen Commonwealth-Games-Rekord aufstellte. Außerdem gewann er die Silbermedaille über 100 m Brust und eine Bronzemedaille mit der 4 × 100-m-Lagenstaffel. Bei den Olympischen Spielen 2016 in Rio de Janeiro sowie bei den Weltmeisterschaften 2017 in Budapest musste sich van der Burgh jeweils Adam Peaty geschlagen geben und gewann Silber bzw. Bronze. Bei den Commonwealth Games 2018 in Gold Coast schlug er Peaty über 50 m Brust und gewann Gold. Hinzu kamen Bronzemedaillen über 100 m Brust und die 4 × 100 m Lagen.

## Rekorde
| Weltrekorde (3)          | Weltrekorde (3) | Weltrekorde (3)   | Weltrekorde (3) |
| ------------------------ | --------------- | ----------------- | --------------- |
| 50 m Brust (Kurzbahn)    | 25,25 s         | 14. November 2009 | Berlin          |
| 100 m Brust (Kurzbahn)   | 55,61 s         | 15. November 2009 | Berlin          |
| 100 m Brust              | 58,46 s         | 29. Juli 2012     | London          |
| (Stand: 23. August 2014) |                 |                   |                 |

## Auszeichnungen
2014 erhielt van der Burgh den Order of Ikhamanga in Silber.